# Уондесфорд, Кристофер
Кристофер Уондесфорд (англ. Christopher Wandesford; 24 сентября 1592 — 3 декабря 1640) — английский администратор и политик, заседавший в Палате общин с 1621 по 1629 год. Он был лордом-депутатом Ирландии в последние месяцы своей жизни (1640).

## Биография
Родился 24 сентября 1592 года в Бишоп-Бёртоне, недалеко от Беверли, Йоркшир, в семье сэра Джорджа Уондесфорда (1573—1612) из Кирклингтона, Йоркшир, и его жены Кэтрин Хэнсби, дочери Ральфа Хэнсби из Грейс-Инн.
Получив образование в Клэр-колледже, Кембридж, и Грейс-Инне, он был избран в Палату общин в качестве депутата от Олдборо в 1621 и 1624 годах. Затем он был избран в парламент от Ричмонда в 1625 и 1626 годах и от Тирска в 1628 году.
Его повышение было обусловлено прежде всего его тесной дружбой с сэром Томасом Уэнтуортом, впоследствии графом Страффордом, который приходился ему дальним родственником. Хотя поначалу он был враждебно настроен по отношению к королю Карлу I Стюарту, о чём свидетельствует активное участие, которое он принял в импичменте Джорджу Вильерсу, 1-му герцогу Бекингему, Кристофер Уондесфорд вскоре стал сторонником роялистов и в 1633 году сопровождал Томаса Уэнтуорта в Ирландию, где стал магистром свитков. Кристофер Уондесфорд сказал, что он поехал в Ирландию не из-за амбиций, а просто из-за своей привязанности к Уэнтуорту. Он заседал в ирландской Палате общин в качестве депутата от Килдэра в 1634 и 1639 годах и был членом Тайного совета Ирландии.
Ценность Кристофера Уондесфорда для Томаса Уэнтуорта была полностью признана последним, который писал, что из всего Тайного совета он доверял только Уондесфорду и Джорджу Рэдклиффу, за услуги которых он никогда не мог быть достаточно благодарен. В 1640 году Уондесфорд сменил графа Страффорда на посту лорда-заместителя Ирландии, но он только начал бороться с проблемами своего нового положения, когда умер после непродолжительной болезни, которая, по-видимому, представляла собой тяжелую лихорадку, 3 декабря 1640 года. Медицинское лечение, которое он получил, включая нанесение расколотых голубей на подошвы его ног, вряд ли улучшило его шансы на выживание.
Он женился на Элис Осборн (1592—1659), единственной дочери сэра Хьюитта Осборна и его жены Джойс Флитвуд, сестре сэра Эдварда Осборна, 1-го баронета, вице-президента при Уэнтуорте Совета Севера. У них было семеро детей, пятеро из которых дожили до взрослого возраста. Во время ирландского восстания 1641 года его вдова и дети были вынуждены бежать из дома и после некоторых трудностей благополучно вернулись в Йоркшир. В всеобщей неразберихе завещание Уондесфорда исчезло и не было найдено до 1653 года: это привело к ожесточенным семейным спорам и многолетним судебным тяжбам.
Биограф Страффорда, историк Сисили Вероника Веджвуд (1910—1997), описывает Кристофера Уондесфорда как застенчивого, скромного, терпимого и милосердного, глубокого мыслителя, прекрасного юриста и человека, глубоко заботившегося о социальной справедливости. Несмотря на то, что общественное мнение в Ирландии настроилось против соратников графа Страффорда в последние месяцы его жизни, там искренне оплакивали смерть Уондесфорда.

## Семья
Его сын Кристофер (1628—1687), ставший баронетом в 1662 году, был отцом сэра Кристофера Уондесфорда (1656—1707), который стал ирландским пэром как виконт Каслкомер в 1707 году. Каслкомер в графстве Килкенни был приобретен его дедом, когда он был в Ирландии. Кристофер, 2-й виконт Каслкомер (1684—1719), был военным секретарем в 1717—1718 годах. В 1758 году Джону, 5-му виконту Каслкомеру (1725—1784), был присвоен титул графа Уондесфорда, но его титулы угасли, когда он умер в январе 1784 года. Младшую дочь Уондесфорда, Элис Торнтон (1626—1707), до сих пор помнят по её автобиографии, впервые опубликованной в 1875 году, которая является ценным источником информации о жизни и карьере её отца. Элис вышла замуж за Уильяма Торнтона в 1651 году и родила троих выживших детей. Её старшая сестра Кэтрин (умерла в 1645 г.) вышла замуж за сэра Томаса Дэнби (1610—1660) и имела шестнадцать детей, десять из которых пережили младенчество. В живых осталось ещё два сына, Джон и Джордж. Джордж случайно утонул недалеко от Ричмонда в 1651 году.
Защита была приоритетом для Кристофера Уондесфорда, который построил замок в Каслкомере между 1635 и 1640 годами. Ему был предоставлен Каслкомер после того, как он утверждал, что О’Бреннаны или Бреннаны, жившие там с 1200 года, владели этой территорией без законных прав. Из-за этого ему пришлось построить замок, «чтобы защитить своего управляющего и угольные шахты от диких ирландцев». Видимо, на смертном одре он пожалел об этом решении и попросил, чтобы половина арендной платы за всю территорию за последний 21 год была возвращена О’Бреннанам. Этого сделано не было, несмотря на юридические усилия клана. Наконец, в 1686 году лорд-канцлер Ирландии вынес решение в их пользу, хотя, похоже, на этом дело не закончилось.
Семья Уондесфорд имела влияние в Ленстере, предоставляя военную помощь для подавления ирландского восстания 1798 года в Эннискорти. Член семьи также женился на семье Батлеров из Ормонда.